# قلعة القاهرة (حجة)

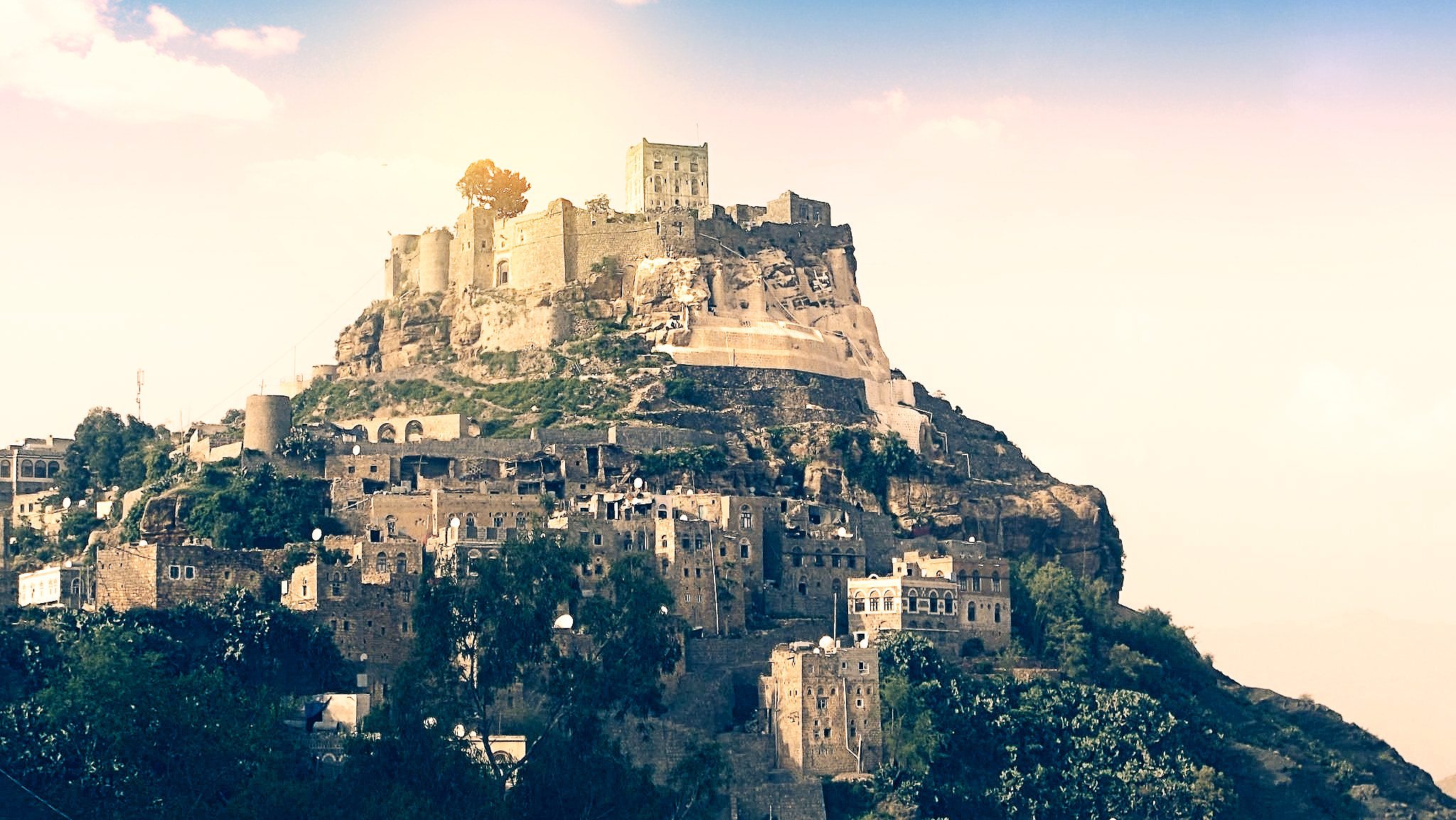
قلعة القاهرة بمحافظة حجة

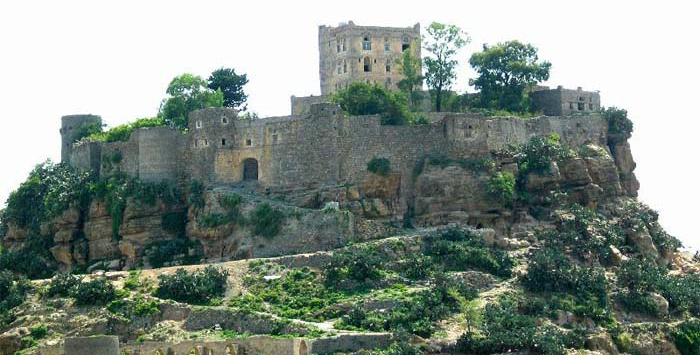
قلعة القاهرة، محافظة حجة، اليمن.

تعد قلعة القاهرة من أبرز القلاع في محافظة حجة اليمنية، وصنفتها اليونسكو بأنها قلعة إسلامية، ويرجع التاريخ الأول للقلعة إلى بداية القرن الحادي عشر الميلادي أثناء فترة حكم الدولة الصليحية، ولكن تاريخ البناء على وصفه الحالي يعود إلى القرن السادس عشر الميلادي خلال الحكم العثماني الأول لليمن، في أواخر العقد الرابع من القرن العشرين حولها الإمام «أحمد يحيى حميد الدين» إلى سجن للعديد من المواطنين والعسكريين في أيام المملكة المتوكلية اليمنية وسجن فيه العديد من أفراد تنظيم الضباط الأحرار، الذين شاركوا في ثورة الدستور عام 1948 وانقلاب 1955.
وتطل قلعة القاهرة على مدينة حجة من الناحية الشرقية، وهي حارسها وحاميها المنيع عبر التاريخ، وتشكل قلعة القاهرة إلى جانب حصن نعمان وحصن الجاهلي وحصن الظفير سلسلة تحصينات دفاعية متكاملة لحماية مدينة حجة والمناطق المحيطة بها بالإضافة إلى حماية وتأمين طرق تجارة البن آنذاك الذي كان ينتج في مناطق بني العوام ولاعة والشغادرة ونجرة وبني قيس ومسور وكحلان.
وتعد قلعة القاهرة في مدينة حجة أهم المعالم التاريخية، وأبرز المواقع السياحية والشواهد الأثرية في محافظة حجة، وقد شاركتها التسمية قلاع وحصون أخرى في مختلف أرجاء اليمن، منها قلعة القاهرة المطلة على مدينة تعز، وحصن القاهرة في مدام من ناحية همدان صنعاء، وحصن القاهرة في المحابشة من بلاد حجور، وحصن القاهرة في عراس من بلاد يريم. وقد سميت العديد من القرى والعزل والنواحي اليمنية بمثل هذه الأسماء التي عرفت بشدة التحصن وقهرها للأعداء، ومنها جاءت الأسماء الواصفة لهذه القلاع والحصون والأماكن والقرى والعزل والنواحي في شتى بقاع اليمن سيما في المناطق الشمالية والوسطى تحت ما يسمى بالقواهر والقاهرات.حيث تدخل قلعة القاهرة بمدينة حجة في عداد القلاع والحصون الدفاعية التي ارتبط نشوءها بوجود المدن ومراكز بعض المحافظات والأقاليم، وأصبحت جزءاً من حياة المدينة على الصعيد التاريخي والسياسي، حيث قامت مثل هذه القلاع وتقوم في أحيان كثيرة بإنجاز مهام عسكرية وأمنية مزدوجة هما الدفاع الخارجي عن المدينة من جهة بنائها، وحماية الأمن الداخلي ومنفى للخصوم السياسيين ومعتقلاً لهم من جهة ثانية. تجسدت عملية الازدواج هذه بوضوح في قلعة القاهرة القائمة على قمة الجبل المسمى باسمها شمال حجة، والتي يرجع تاريخ بنائها إلى القرن الحادي عشر الميلادي أثناء حكم الدولة الصليحية، وقد تم تجديد بنائها بالشكل الذي نراه في القرن السادس عشر الميلادي خلال التواجد الأول للدولة العثمانية في اليمن. كما خضعت للتجديد والإضافة والترميم في فترات متباعدة.ومن حيث طابع القلعة ومكونات عناصر فن هندسة بنائها المعماري فهي كما تبدو من الخارج تقف عملاقة على قمة جبل القاهرة، على ارتفاع ألفي قدم عن سطح البحر على عكس القلاع والحصون المجاورة فإن الطريق إليها مكشوفة سهلة الارتقاء وخالية من أي حماية محكمة، وتبدو من حيث المواضعة الطبوغرافية كما لو أنها طريق عادية غير مميزة، يستخدمها المشاة ويرتادها السياح دونما صعوبة.. الميزة الوحيدة للقلعة على الصعيد الدفاعي الاستراتيجي في أن طابع هيكل مبناها الخارجي الظاهري يشكل جسماً واحدا مع سورها الذي يغطي كل مساحة القمة بما لا يسمح لأي كان باجتياز القلعة سوى عن طريق بوابتها الرئيسة الواقعة في الجهة الغربية.وبسبب تلك الخاصية الطبوغرافية السلبية لموقع القلعة وطريقها المكشوفة فقد تأهلت - بسبب نقطة الضعف هذه - كي تكون مكاناً سكنياً طبيعياً وحصناً آمناً للإقامة الدائمة كأي حصن جبلي آهل بالحياة والسكان.وقد أدرك مصمم خارطة مبنى القلعة الخاصة الطبوغرافية للموقع وهشاشة تضاريس الطريق المؤدية إلى قمة الجبل؛ فوضع خطة البناء على ذلك الأساس بحيث أخذ الشكل الدائري التربيعي الذي يسمح بالتجوال داخله بأمان، والصعود منه كذلك إلى غرف الإقامة كما إلى سطح القلعة المكشوفة ومواقع الاستحكامات فيه وإلى خزان الماء ومبنى المستودع ودورة المياه، مثل أي سكن عادي على رؤوس الجبال في اليمن تتوفر لأصحابه الحماية الداخلية من القناصة في الخارج من خلال فتحات صغيرة للمراقبة والرماية، مع امتلاك الصلاحية في نفس الوقت لعملية العزل الاجتماعي وإبعاد ساكنيه عن الحياة العامة، وممارسة النشاط السياسي الخارجي، وتعذر فكاكهم من الأسر داخله.

### المساحة وفن العمارة
تبلغ مساحة مبنى القلعة والسور عند مستوى قمة الجبل شبه المستطيلة 700 متر مربع، ويشكل مبنى القلعة الرئيس المكون من ثلاثة طوابق القسم الداخلي للقلعة، والذي يتم الخروج منه إلى سطحها عبر بوابة صغيرة، حيث تقع الدفاعات الخارجية المطلة على واجهة المدينة وأجزائها الشرقية والغربية شبه المخفية، ويمثل أسلوب فن عمارة القلعة بشكل عام الطراز المعماري القديم المعدل، فهو من ناحية تصميم المدخل والمخارج وحجم نوافذ الغرف وأسلوب وضع السلالم وقواعد الحيطان يمثل طابع فن العمارة اليمني الأصيل، في حين يحكم هيكلية شكل المبنى الداخلي أسلوب هندسة العمارة التركية، الذي يملك قدراً من السعة والانفتاح وتوفر بعض الإضاءة الخارجية.

### سبق علمي
وتحتوي قلعة القاهرة بمدينة حجة على بعض الابتكارات اليمنية الدالة على عبقرية أجدادنا الأوائل، ومن تلك الاختراعات التي سبقت عصرها موانع الصواعق؛ فقد استطاع اليمنيون أن يتكيفوا مع بيئاتهم المختلفة، وأن يسخروا جغرافية المكان وتنوع المناخ لصالحهم؛ فبالرغم من صعوبة السكن في قمم الجبال وخطورتها إلا أنهم استطاعوا أن يقدموا حلولاً لكل تلك المشاكل، وكان ارتفاع المدينة القريبة من السحب والغيوم وخطورة الصواعق والبروق على المكان أن اهتدوا إلى اختراع موانع الصواعق من خلال فكرة جذب الشحنات الكهربائية إلى قاع بئر ماء من خلال قضبان حديدية منتشرة أطرافها خارج البئر وطرفها الآخر في قاع البئر، وهذا ما نجده في قلعة القاهرة كأحد المخترعات التي سبقت عصرها في هذا المجال، كما يوجد بها نفق سري يمتد من وسطها إلى خارج أسوارها من الجهة الشمالية.